# Płotawa (rejon alejski)
Płotawa (ros. Плотава) – wieś w Rosji, w Kraju Ałtajskim, w rejonie alejskim. W 2010 liczyła 509 mieszkańców.